# 33.º Batallón Aéreo de Reemplazo
El 33.º Batallón Aéreo de Reemplazo (33. Flieger-Ersatz-Abteilung) fue una unidad de la Luftwaffe de la Alemania nazi.

## Historia
Fue formado el 1 de diciembre de 1938 en Ingolstadt.
El 1 de abril de 1939 es reasignado al I Batallón de Instrucción del 33.º Regimiento de Instrucción Aérea.

## Comandantes
- Coronel Heinrich Geerkens (1 de diciembre de 1938 - 1 de abril de 1939)